# National First Division 2025-2026
La National First Division 2025-2026 nota anche col nome sponsorizzato Motsepe Foundation Championship 2025-2026, è la 30ª edizione della seconda serie del campionato di calcio sudafricano. La stagione si svolge tra agosto 2025 e maggio 2026.

## Stagione

### Novità

#### Promozioni e Retrocessioni
Dalla stagione precedente di massima serie sono retrocessi il Cape Town City, dopo la sconfitta ai play-off ed il Royal AM, escluso a campionato in corso per problemi finanziari e impossibilitato a iscriversi alla seconda divisione per la stagione 2025-2026. Dalla stagione precedente di seconda serie sono stati promossi il Durban City e l'Orbit College a seguito della vittoria dei play-off. Mentre hanno subito retrocessione diretta il Cape Town Spurs e Leruma Utd.
Dalla terza serie sono state promosse la vincente Gomora Utd, la finalista The Bees, ed infine il Midlands Wanderers a completamento organico.

#### Titoli sportivi
Il Lerumo Lions ha acquisito il titolo sportivo del Pretoria Callies, che rimane attivo in terza divisione. Il Leicesterford City ha acquisito il titolo sportivo del JDR Stars, che cessa le attività.

### Formula
Le 16 squadre partecipanti giocano un girone all'italiana con partite di andata e ritorno, per un totale di 30 giornate. Al termine della stagione, la squadra prima classificata viene promossa in massima serie, mentre la seconda e la terza partecipano ai play-off.
Le ultime due classificate retrocedono automaticamente in Second Division.

## Squadre partecipanti
- Baroka
- Black Leopards
- Cape Town City
- Casric Stars
- Gomora Utd
- Highbury
- Hungry Lions
- Kruger Utd
- Lerumo Lions
- Leicesterford City
- Midlands Wanderers
- Milford
- University of Pretoria
- Upington City
- The Bees
- Venda

## Classifica
|  | Pos. | Squadra                | Pt | G | V | N | P | GF | GS | DR |
|  | ---- | ---------------------- | -- | - | - | - | - | -- | -- | -- |
|  | 1.   | Gomora Utd             | 0  | 0 | 0 | 0 | 0 | 0  | 0  | 0  |
|  | 2.   | Lerumo Lions           | 0  | 0 | 0 | 0 | 0 | 0  | 0  | 0  |
|  | 3.   | Casric Stars           | 0  | 0 | 0 | 0 | 0 | 0  | 0  | 0  |
|  | 4.   | Black Leopards         | 0  | 0 | 0 | 0 | 0 | 0  | 0  | 0  |
|  | 5.   | Kruger Utd             | 0  | 0 | 0 | 0 | 0 | 0  | 0  | 0  |
|  | 6.   | Milford                | 0  | 0 | 0 | 0 | 0 | 0  | 0  | 0  |
|  | 7.   | Leicesterford City     | 0  | 0 | 0 | 0 | 0 | 0  | 0  | 0  |
|  | 8.   | Baroka                 | 0  | 0 | 0 | 0 | 0 | 0  | 0  | 0  |
|  | 9.   | Highbury               | 0  | 0 | 0 | 0 | 0 | 0  | 0  | 0  |
|  | 10.  | University of Pretoria | 0  | 0 | 0 | 0 | 0 | 0  | 0  | 0  |
|  | 11.  | The Bees               | 0  | 0 | 0 | 0 | 0 | 0  | 0  | 0  |
|  | 12.  | Upington City          | 0  | 0 | 0 | 0 | 0 | 0  | 0  | 0  |
|  | 13.  | Hungry Lions           | 0  | 0 | 0 | 0 | 0 | 0  | 0  | 0  |
|  | 14.  | Venda                  | 0  | 0 | 0 | 0 | 0 | 0  | 0  | 0  |
|  | 15.  | Cape Town City         | 0  | 0 | 0 | 0 | 0 | 0  | 0  | 0  |
|  | 16.  | Midlands Wanderers     | 0  | 0 | 0 | 0 | 0 | 0  | 0  | 0  |

Legenda
      Promossa in Premier Division 2025-2026.
 Ammessa ai play-off promozione/retrocessione.
      Retrocessa in Second Division 2025-2026.
Note:
Tre punti a vittoria, uno a pareggio, zero a sconfitta.